# Уайт, Томас
Сэр То́мас Уо́лтер Уа́йт (англ. Thomas Walter White, 26 апреля 1888, Норт-Мельбурн, Мельбурн, Виктория, Австралия — 13 октября 1957, Саут-Ярра, Мельбурн, Виктория, Австралия) — австралийский политик, авиатор в период Первой и Второй мировых войн. В 1914 году он стал одним из первых лётчиков, прошедших подготовку для службы в австралийском лётном корпусе (англ. Australian Flying Corps, AFC), а в следующем году принял участие в войне и выполнял боевые задачи в ходе Месопотамской кампании на Ближнем Востоке. После проведения нескольких успешных операций в тылу турецких войск был взят в плен в ноябре 1915 года, но бежал в июле 1918 года. Уайт был награждён Крестом за выдающиеся заслуги и дважды упоминался в донесениях в ходе своей военной службы. Прибыв обратно в Австралию, в 1920 году женился на Вере Дикин, работнице Красного Креста и дочери бывшего премьер-министра Австралии Альфреда Дикина.
Уайт начал свою парламентскую карьеру в 1929 году с избрания в Палату представителей от избирательного округа Балаклава в Виктории. Он занимал пост министра торговли и таможенных сборов в правительстве Джозефа Лайонса с 1933 по 1938 год, принадлежа к правящей на тот момент партии «Единая Австралия», но ушёл из неё вскоре после того, как был исключён из кабинета министров. Вернулся на военную службу и присоединился к Королевским военно-воздушным силам Австралии (англ. Royal Australian Air Force, RAAF) в начале Второй мировой войны, службу проходил в Австралии и Великобритании. Вернувшись в парламент в качестве члена недавно созданной Либеральной партии в 1945 году, занимал пост министра военной и гражданской авиации в правительстве Роберта Мензиса с 1949 по 1951 год. Пребывание Уайта на этих постах совпало с боевыми действиями эскадрилий RAAF в Корейской войне и войне в Малайе. Служил Верховным комиссаром Австралии в Великобритании с 1951 по 1956 год. В 1952 году Уайт был посвящён в рыцари-командоры ордена Британской империи.

## Ранняя жизнь
Томас Уолтер Уайт родился 26 апреля 1888 года в Хотэме, Норт-Мельбурн. Он был сыном Чарльза Джеймса Уайта, медника и торговца скобяным товаром из Англии, и Эмили Джейн (урождённая Дженкинс) из Виктории. Получив образование в государственной школе Морленда, Уайт присоединился к австралийскому военному резерву в качестве трубача в 1902 году. Следующие восемь лет он служил в артиллерийских и инженерных частях. В январе 1911 года Томас получил звание второго лейтенанта. В июне 1912 года он был произведён в лейтенанты, а в ноябре 1913 года — в капитаны.

## Первая мировая война
В августе 1914 года, через две недели после начала Первой мировой войны, Уайт стал одним из четырёх студентов, которые первыми начали обучение в лётной академии Пойнт-Кук в качестве пилотов Австралийского лётного корпуса. Позже биограф описал его как «задиристого и жаждущего быстрых успехов человека, пренебрежительно относящегося к начальству и с подозрением — к элитам». Уайт вспоминал, как летал на школьном Bristol Boxkite: «Органы чувств занимали место приборов. Глаза и уши служили счётчиками оборотов двигателя; поток воздуха в лицо подсказывал, правильным ли был угол набора высоты или скольжения». В сентябре он врезался в ангар Пойнт-Кук при попытке приземлиться при боковом ветре; вмятина, которую он оставил, так и не была отремонтирована и стала частью истории базы. Австралийский аэроклуб провёл своё первое заседание в Пойнт-Кук в октябре; Уайт был первым секретарём клуба. В следующем месяце он окончил лётную академию вместе с несколькими однокурсниками, среди которых был и будущий командир штаба RAAF Ричард Уильямс.

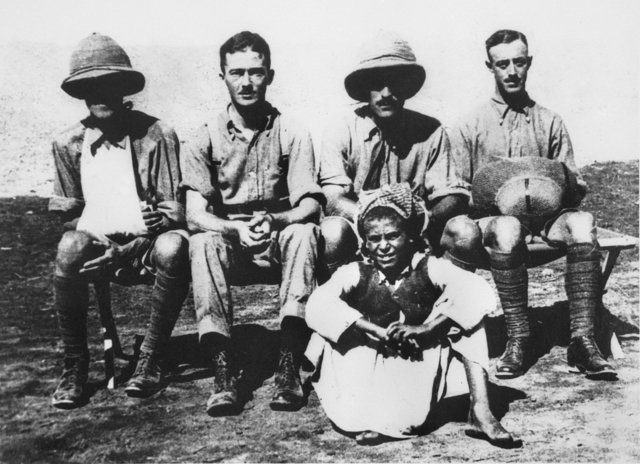
Капитан Уайт (второй слева) вместе с капитаном Петре, Генри (крайний слева) и лейтенантом Джорджем Мерзом (крайний справа) во время Месопотамской компании, июль 1915 года

В апреле 1915 года Уайт был назначен капитаном в Австралийские имперские силы и адъютантом в Mesopotamian Half Flight, первый блок Австралийского лётного корпуса, который принял участие в боевых действиях. Первоначально базируясь в Басре на реке Шатт-эль-Араб и управляя примитивными бипланами конструкции Мориса Фармана, Half Flight помогал индийской армии во время Месопотамской кампании, проводя разведывательные и диверсионные операции против турецких сил. Максимальная скорость «Фарманов» составляла всего 80 км/ч, в то время как ветер в пустыне мог достигать 130 км/ч. Это означало, что самолёты часто не двигались с места или их просто уносило назад.
Уайт провёл несколько операций в тылу врага. Во время выполнения одного из заданий в октябре 1915 года в моторе его самолёта произошла поломка, и пилот, вместо того чтобы попытаться отремонтировать его в воздухе или покинуть на парашюте, вырулил машину с неисправным двигателем на расстояние примерно в 24 километра от позиций вражеских войск, пока как его наблюдатель капитан Фрэнсис Йейтс-Браун дежурил с винтовкой наготове. Сам Уайт назвал этот эпизод «рекордом руления». «Приключение Keystone Cops», как описал его историк Алан Стивенс, завершилось тем, что двигатель, наконец, завёлся и позволил Уайту взлететь и добраться до безопасной австралийской базы. В следующем месяце он проводил поиски генерал-майора Джорджа Кемболла, гидросамолёт которого пропал между Эль-Кутом и Азизие. Уайт обнаружил пропавшее средство передвижения недалеко от большого лагеря арабов и, несмотря на обстрел со стороны противника, смог спасти генерала и доставить его в Азизие.
13 ноября 1915 года Уайт был схвачен возле Багдада во время диверсионной миссии по нарушению телеграфной связи противника. Повредив самолёт при посадке из-за удара крылом о телеграфный столб, Уайт и Йейтс-Браун были обстреляны арабами и турками; Йейтсу-Брауну удалось разрезать провода, в то время как Уайт сдерживал нападавших с помощью винтовочного огня. Они попытались вырулить, но были остановлены арабами и избиты, прежде чем переданы турецким войскам. За упорное сопротивление неприятелю Уайт удостоился упоминания в донесении в июле 1916 года.
Попав в плен, Уайт был заключён в тюрьму сначала в Мосуле, а затем в Афьонкарахисаре, где содержался в крайне суровых условиях, сопровождавшихся пытками. В этом лагере Томас отсидел около 2 лет.
В июле 1918 года в связи с плохим состоянием здоровья было принято решение о переводе Уайта в Стамбул. После выписки он договорился с капитаном RAAF Аланом Боттом о взаимопомощи при побеге. Когда их повезли по железной дороге 24 августа того же года, поезд потерпел крушение на виадуке при переезде в район города Кумкапы, и австралийские офицеры сбежали. После этого они разделились на недолгое время. Уайт отправился на трамвае в Галату, где к нему вновь присоединился Ботт. Переодевшись турками, они спрятались на украинском грузовом судне, ошвартованном у причала в городском порту. Это судно простояло на якоре 33 дня, и всё это время беглецы провели в его балластных цистернах. Затем корабль всё же отплыл в Одессу, которая на тот момент была значительно разрушена из-за взрыва хранилища с боеприпасами.
Он прожил в городе с Боттом ещё месяц по поддельному паспорту. Там он собирался вступить в антикоммунистическую армию, но, услышав о предстоящем перемирии с Болгарией, передумал это делать, сохранив, тем не менее, по опыту общения с советской властью антикоммунистические взгляды в будущем. Уайт укрылся на госпитальном корабле, шедшем в Болгарию, в Варну. Всего за неделю до окончания войны мужчины добрались до греческого города Салоники, 22 ноября 1918 года они высадились в Порт-Саиде, и оттуда в декабре Уайт отправился в Лондон. Он был награждён Крестом за выдающиеся лётные заслуги в июне 1919 года. В декабре того же года Уайт снова упоминался в донесении в связи с «ценными заслугами в период нахождения в плену». Позже, в 1928 году, он описал этот период своей военной службы в автобиографической книге Guests of the Unspeakable.

## Ранняя карьера в парламенте

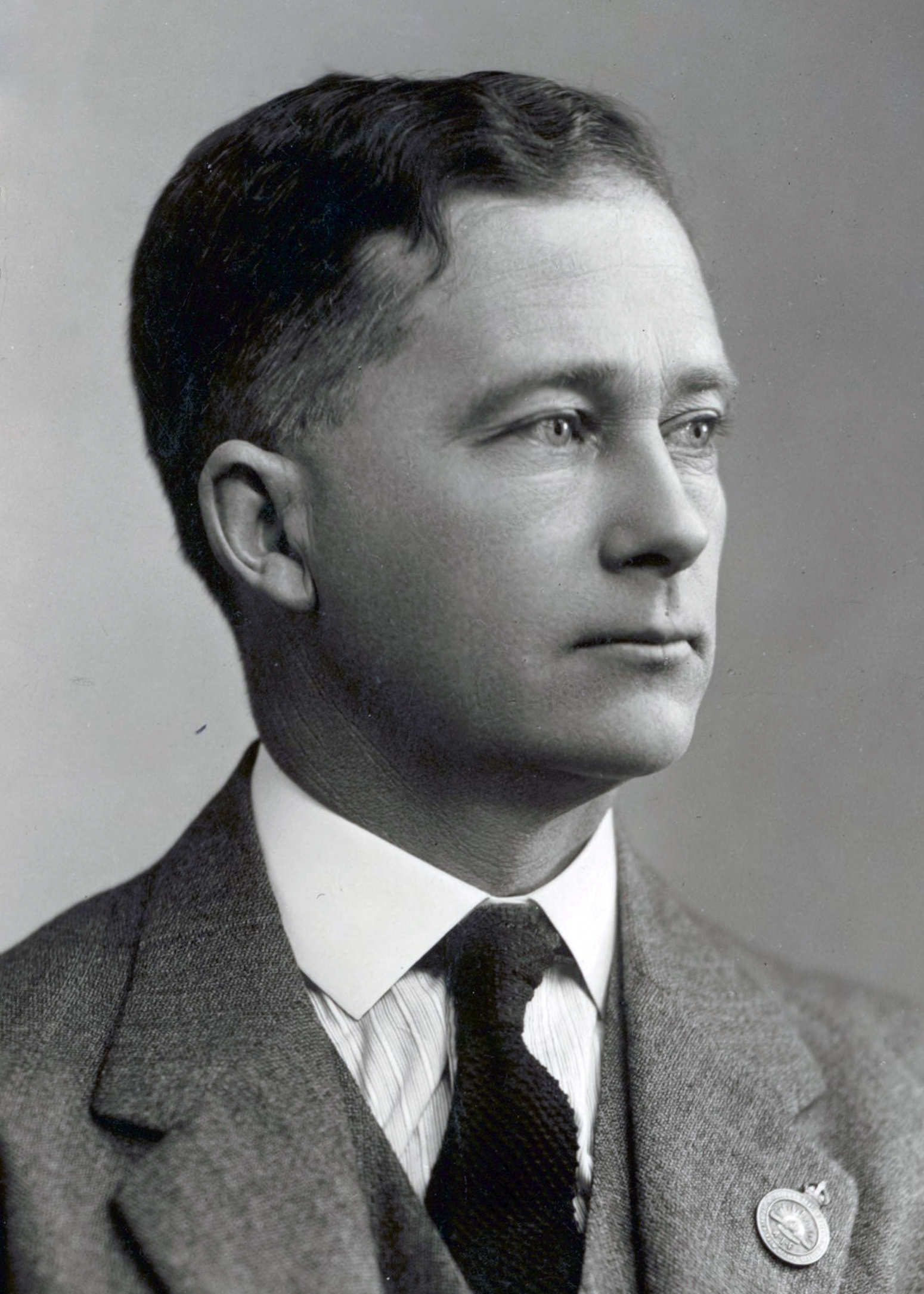
Томас Уолтер Уайт в 1930-х годах

В Лондоне Уайт познакомился с Верой Дикин, сотрудницей австралийского Красного креста и дочерью бывшего премьер-министра Австралии Альфреда Дикина. Покинув Великобританию в сентябре 1919 года, Уайт вернулся в Австралию через Соединённые Штаты и был уволен в запас из Австралийской армии в январе 1920 года. Он женился на Вере 22 марта того же года в англиканской церкви Святого Иоанна в Тураке, несмотря на сопротивление некоторых членов семьи Дикин, в том числе зятя Веры Герберта Брукса. Уайт, поддерживавший малый бизнес, считал Брукса «бизнесменом-забиякой», чьи непорядочные действия защищены социальными привилегиями и семейным капиталом. В том же 1920 году Уайт стал управляющим директором компании своего отца, CJ White & Sons Pty Ltd. Он продолжал служить в силах запаса, в июле 1922 года был произведён в майоры и командовал 6-м батальоном в должности подполковника с марта 1926 по март 1931 года. В 1923 году Уайт получил знак отличия для офицеров колониальных вспомогательных войск за 20-летнюю службу. Уайт был зачислен в констебли, когда полиция Виктории объявила забастовку в ноябре того же года. Позже он выразил поддержку такой группе, как фашистская Новая гвардия.
Политическую карьеру Уайт начал с участия в выборах в Палату представителей от округа Марибирнонг как кандидат от Националистической партии на всеобщих выборах 1925 года, но проиграл их члену Лейбористской партии Джеймсу Фентону, набрав 19 483 голоса против 28 621. Вторая попытка была такой же неудачной; в 1927 году Уайту не удалось выиграть выборы в Законодательное собрание штата Виктория в пригороде Мельбурна Прахране. После того как националисты отказались одобрить его кандидатуру в Сенат от своей партии в следующем году, он самостоятельно (как независимый кандидат) выиграл дополнительные выборы от округа Балаклава, проведённые 3 августа 1929 года. Уайт победил своего единственного противника и бывшего однопартийца — националиста Фредерика Фрэнсиса — с 28 642 голосами против 16 063 и стал преемником уходящего в отставку члена парламента Уильяма Уотта. В своей первой речи в парламенте он выступил в поддержку строительства Австралийского военного мемориала в Канберре. На федеральных выборах, состоявшихся в октябре того же года, он вновь выступил как независимый кандидат и победил кандидата от лейбористов Дональда Кэмерона с 31 700 голосами против 22 445. На этих выборах к власти пришла партия «Единая Австралия», к которой Уайт присоединился два года спустя.

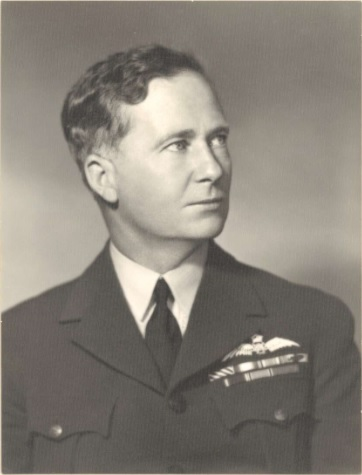
Томас Уолтер Уайт в 1940 году

В январе 1933 года Уайт был назначен министром торговли и таможенной службы в первом министерстве Лайонса, заменив Генри Галлета, который отказался от поста из-за плохого здоровья. За год до этого Уайт оказался от должности директора CJ White & Sons, решив полностью посвятить себя политике. Несмотря на протекционистские взгляды, он продолжил линию на снижение таможенных пошлин, начатую его предшественником. Кроме того, с 1936 года он претворял в жизнь проект диверсификации внешней торговли, в рамках которого делались попытки увеличить объём торговли с Великобританией за счёт США и Японии. Будучи убеждённым сторонником цензуры книг и фильмов, он, однако, избегал заниматься ею лично, вместо этого учредив консультативный совет под председательством Роберта Гаррана. На федеральных выборах в сентябре 1934 года Уайт сохранил поддержку округа Балаклава с перевесом в 25 769 голосов. В том же году он стал председателем австралийского отделения Королевского общества спасателей, проработав там до 1951 года; помимо этого он был активным сторонником таких организаций, как «Наследие Австралии» и Авиационная служба срочной медицинской помощи. Вера Уайт, которая была произведена в дамы-командоры ордена Британской империи за свою работу в военное время, вела благотворительную деятельность, занимая руководящие должности в Королевском детском госпитале, Викторианском обществе помощи искалеченным и инвалидам (Yooralla) и австралийском красном кресте.
На федеральных выборах в октябре 1937 года Уайт вновь победил, на этот раз с перевесом в 20 954 голоса. В июле 1938 года он представлял Австралию на межправительственной конференции по проблемам еврейских беженцев, состоявшейся в Эвьян-ле-Бене во Франции с целью обсуждения растущего числа еврейских эмигрантов, стремящихся покинуть Германию и союзные ей территории. Австралийский делегат возглавлял подкомиссию, интервьюировавшую представителей организаций, ведущих приём еврейских беженцев из Германии и Австрии, и дал понять, что Австралия может принять посильное участие в решении проблемы, но подчеркнул при этом: «Поскольку у нас нет своей расовой проблемы, мы не желаем импортировать её, поощряя какую-либо схему крупномасштабной иммиграции».
Австралия всё же согласилась принять 15 тысяч беженцев в течение трёх лет, но не более, и поддержала Мюнхенское соглашение. В ответ на поддержку австралийским правительством этого соглашения Уайт записал в дневнике: «Думаю, нам должно быть стыдно за то, что мы не противостояли главному угнетателю Европы… Всё ещё может кончиться миром, но какой ценой?» Он призвал к усилению подготовки на случай войны, включая введение досрочного призыва.
8 ноября Лайонс исключил Уайта из внутреннего кабинета, лишив должности министра, в которой того сменил Джон Перкинс. В ответ Томас покинул партию. Реакция на действия Лайонса в парламенте не заставила себя долго ждать: отставка Уайта привлекла внимание к давним проблемам и разногласиям в «Единой Австралии», и партия начала рассыпаться, а вскоре и вовсе была ликвидирована.
Уайт стал участником борьбы за кресло премьер-министра после смерти Лайонса в следующем году, но на выборах из четырёх кандидатов отсеялся первым; в итоге Роберт Мензис с небольшим перевесом победил Билли Хьюза в финальном туре голосования и стал премьер-министром страны и последним лидером «Единой Австралии».

## Вторая мировая война и поздняя карьера в парламенте

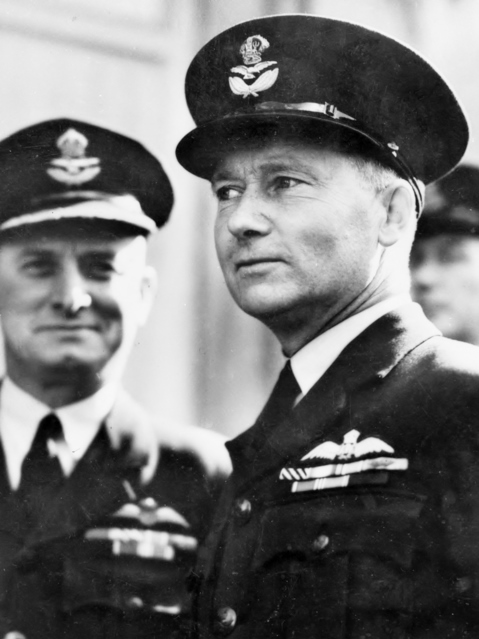
Командир крыла Уайт (справа) проверяет солдат на военной базе в Борнмуте, Великобритания, март 1942 года

После начала Второй мировой войны Уайт ушёл из парламента в апреле 1940 года и перешёл в Австралийский воздушный резерв — действующий резерв RAAF — со временным званием майора авиации. Он стал первым начальником школы начальной подготовки № 1 (англ. Initial Training School, ITS) в Сомерсе, штат Виктория. В этой должности Уайт руководил подготовкой первого отряда австралийских курсантов Имперской программы военно-воздушной подготовки (EATS). Одновременно Уайт продолжал участвовать в политической жизни страны: на федеральных выборах в сентябре 1940 года он победил Чарльза Сэндфорда из Лейбористской партии, получив 43 876 голоса против 17 135. Он отказался от командования ITS № 1 в сентябре 1941 года; в это время в школе проходили обучение уже более девятисот курсантов. После этого Уайт был отправлен в Англию как куратор австралийского лётного состава. Прибыв на базу ВВС Борнмут в чине подполковника в ноябре 1941 года, он приступил к организации выпускников EATS из Австралии в отдельную группу в составе 3-го центра по приёму личного состава ВВС Великобритании. Он способствовал улучшению условий проживания, обслуживания и размещения австралийцев в Борнмуте. В июне 1942 года Уайт был назначен офицером связи RAAF в Командовании лётной подготовки.

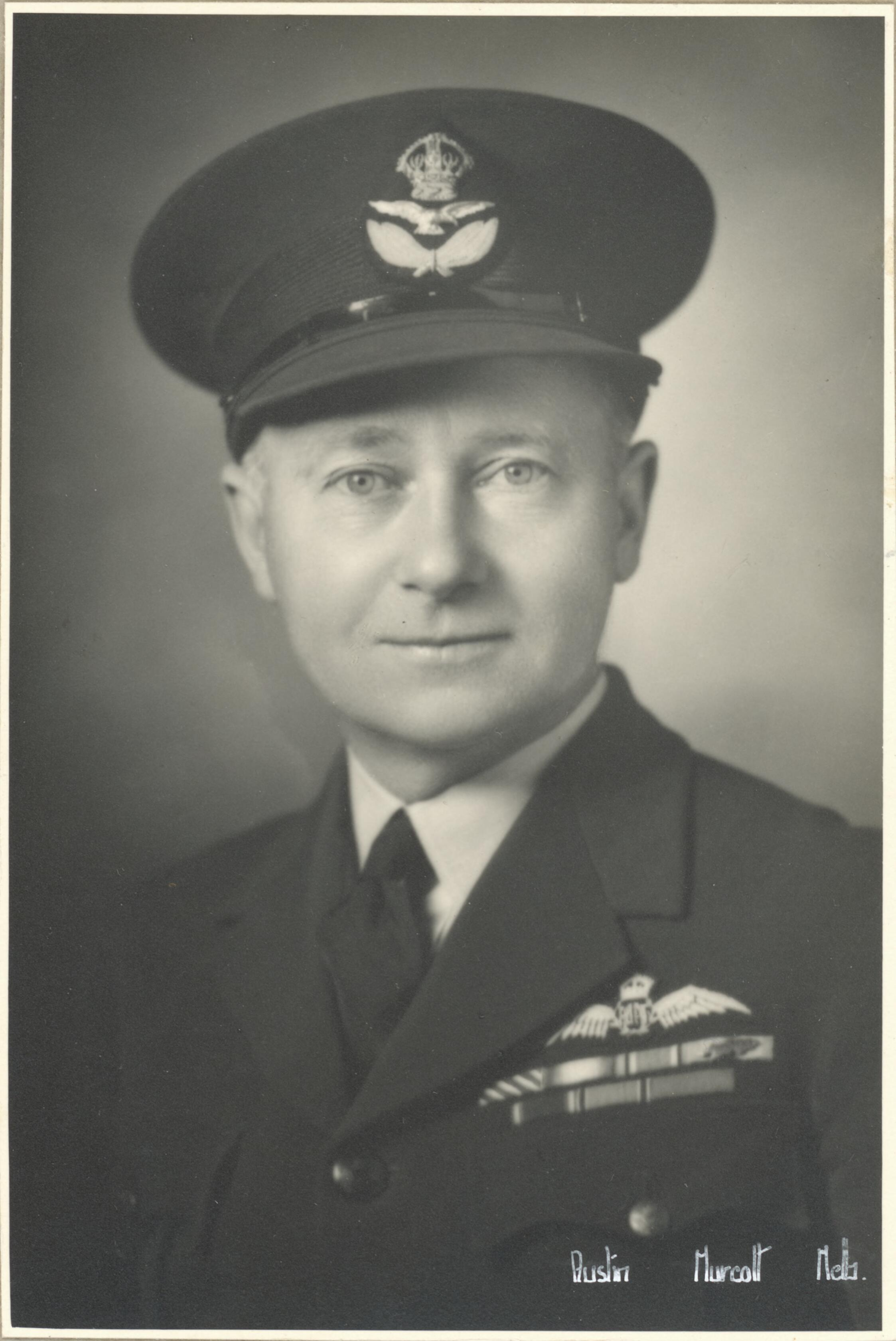
Портрет Уайта в рабочем кабинете от 1941 года

К маю 1943 года австралийский контингент в Борнмуте перерос вместимость этой базы и перебрался в Брайтон, где Уайт принял командование всей авиабазой ВВС Великобритании. По данным Парламентской библиотеки Австралии, Уайт, находясь в Великобритании, «тайно совершил несколько боевых вылетов в качестве второго пилота». В Великобритании, в 1943 году, он написал поэму Sky Saga, посвящённую подвигу бойцов имперских ВВС.
Уайт вернулся в Австралию, чтобы вновь принять участие в федеральных выборах в августе 1943 года, победив Джона Барри из Лейбористской партии с 38 698 голосами против 28 271. Он служил в школе подготовки штабных офицеров RAAF (расположенной на горе Марта, Виктория) до выхода на пенсию в качестве полковника авиации. Увольнение по состоянию здоровья было оформлено 28 октября 1944 года.
В октябре 1944 года Уайт принял участие в конференции в Канберре, результатом которой стало формирование Либеральной партии Австралии; новая партия была официально создана под руководством Роберта Мензиса в августе следующего года. В июне 1946 года, теперь как член Либеральной партии, победивший на выборах в парламент от Балаклавы, Уайт безуспешно пытался созвать коронную комиссию по расследованию проблем командования в RAAF во время войны. Несмотря на неудачу этой инициативы, он сохранил поддержку Балаклавы, на сентябрьских выборах 1946 года с перевесом более чем в 13 тысяч голосов одержав победу над лейбористом Морисом Ашканаси.
В результате перераспределения границ округов перед федеральными выборами в декабре 1949 года в Балаклаве, где ранее было зарегистрировано около 84 тысяч избирателей, их осталось менее 43 тысяч. Это, однако, не повлияло на результат выборов по этому округу: Уайт в очередной раз сохранил место в парламенте, победив претендента от лейбористов. После победы Либеральной партии Уайт согласился возглавить министерства военной и гражданской авиации, несмотря на свою личную неприязнь к возглавившему кабинет Мензису. Он сменил на этом посту Артура Дрейкфорда, который занимал его предыдущие восемь лет.
В январе 1950 года, в период, когда Уайт возглавлял министерство военной авиации, они с министром обороны Австралии Ричардом Кейси приняли решение о том, что старый бомбардировщик RAAF Avro Lincoln будет заменён новой моделью English Electric Canberra, сообщив публике, что новый реактивный самолёт будет производиться на правительственном авиазаводе в Виктории. В следующем году Уайт дал своё согласие на производство двигателей Rolls-Royce Avon по официальной лицензии для установки на North American F-86 Sabre, реактивные истребители RAAF. Во время пребывания Уайта на посту министра авиации состоялось развёртывание австралийских эскадрилий для участия в Корейской и Малайской войнах в середине 1950 года, а также было создано женское подразделение RAAF, сменившее Женские вспомогательные военно-воздушные силы. В качестве министра Уайт сыграл ключевую роль в принятии спорного решения о замене давно занимающего свой пост главнокомандующего RAAF маршала авиации Джорджа Джонса на офицера RAAF, вице-маршала авиации (впоследствии главного маршала авиации) сэра Дональда Хардмана. Уайт также лично отдал приказ о создании 24-й эскадрильи RAAF на базе Маллала, Южная Австралия.

## Последние годы жизни и память

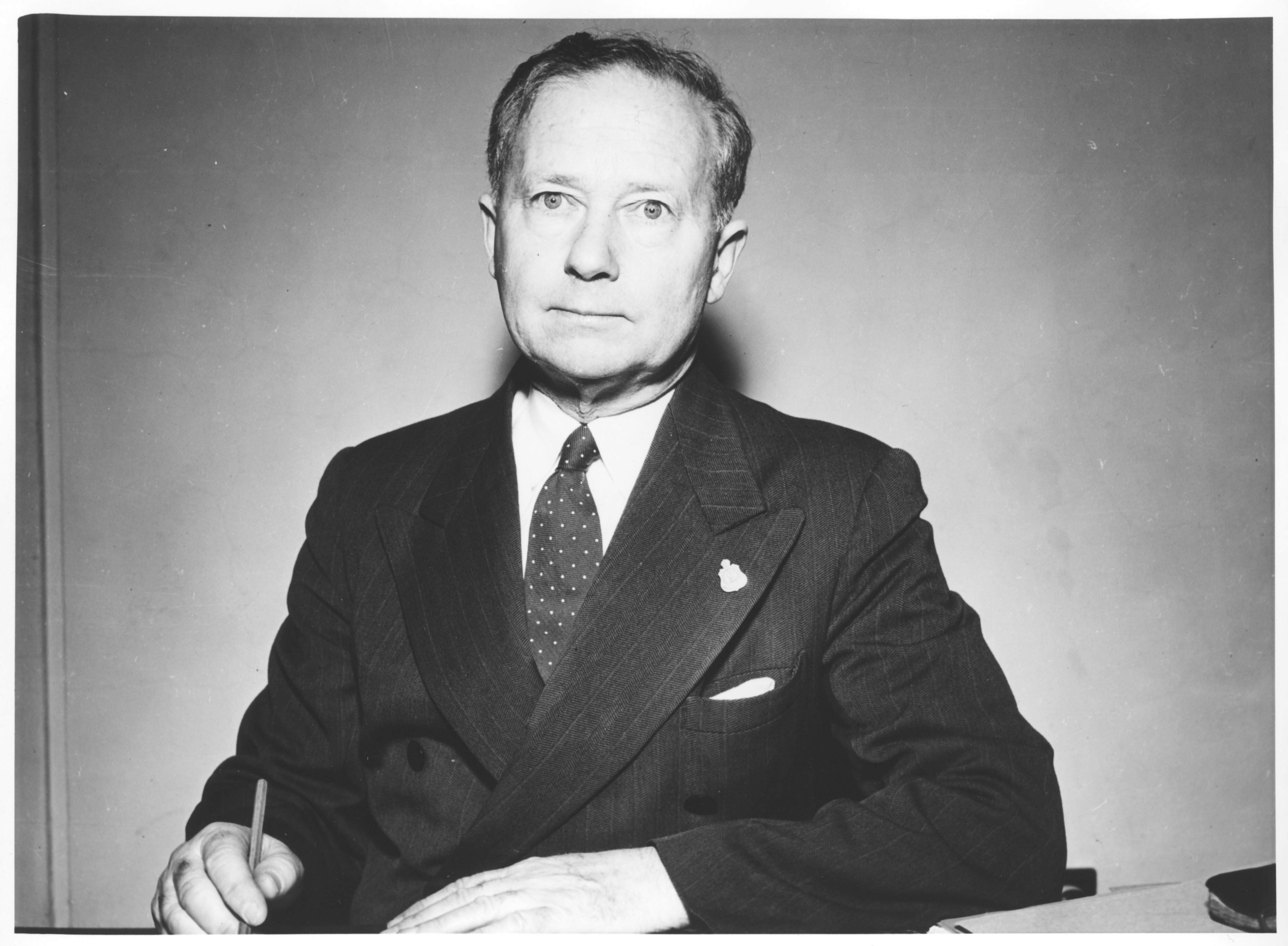
Уайт в 1950 году

Уайт достаточно легко одержал свою десятую победу на федеральных выборах в Балаклаве в апреле 1951 года, победив Артура Льюиса из Лейбористской партии. Однако 21 июня он ушёл из парламента, чтобы занять должность Верховного комиссара Австралии в Соединённом Королевстве, на которой оставался до 1956 года. После ухода Уайта в отставку в Балаклаве были проведены довыборы, на которых снова победил кандидат от Либеральной партии Перси Джоске. В правительственном кабинете на посту министра по делам военной авиации Уайта сменил Филип Макбрайд, а министром гражданской авиации был назначен Хьюберт Энтони. За свою деятельность на посту Верховного комиссара в Соединённом Королевстве Уайт в январе 1952 года был произведён в рыцари-командоры ордена Британской империи. Как Верховный комиссар он выступал за продолжение британской иммиграции в Австралию и способствовал продлению срока действия её программы, осуществляемой двумя странами, в 1954 году. После отставки Уайта сменил на посту Верховного комиссара в Соединённом королевстве сэр Эрик Харрисон.
После возвращения в Австралию Уайт жил в Мельбурне. Он страдал от эмфиземы и 13 октября 1957 года умер от сердечного приступа в своём доме в Саут-Ярре. Его жена и четыре дочери смогли договориться с правительством о проведении похорон с государственными и военными почестями на кладбище Пойнт-Лонсдейл с отпеванием в соборе Святого Павла в Мельбурне.
Общество имени Томаса Уайта, основанное в 1982 году, спонсирует ежегодную премию за исследования в области пульмонологии, присуждаемую пульмонологическим обществом Квинсленда. Архивы Томаса Уайта были переданы его дочерьми Национальной библиотеке Австралии в 1997 и 1998 годах.

## Первоисточники
- White Thomas Walter. Diary. — Canberra: National Archives of Australia, 1914—1920. — 110 p.
- White Thomas Walter. Guests of the unspeakable: the odyssey of an Australian airman — being a record of captivity and escape in Turkey. — 1st Australian edition. — Sydney: Angus & Robertson, 1932. — 276 p.
- White Tomas Walter. Sky Saga: A Story of Empire Airmen. — London ; New York; Melbourne: Hutchinson, 1944. — 60 p.